# Sân bay Batouri
Sân bay Batouri (IATA: OUR, ICAO: FKKI) là một sân bay ở Batouri, Cameroon.